# Ungureni (Botoșani)
Ungureni é uma comuna romena localizada no distrito de Botoşani, na região de Moldávia . A comuna possui uma área de 136.65 km² e sua população era de 7123 habitantes segundo o censo de 2007.